# Luis Vallenilla
Luis Vallenilla Pacheco (Caracas, 13 de março de 1974) é um ex-futebolista venezuelano que atuava na posição de lateral-direito.

## Carreira
Vallenilla integrou a Seleção Venezuelana de Futebol na Copa América de 1997.